# S každou padající hvězdou
S každou padající hvězdou je autobiografie, která vypráví skutečný příběh autora Sungdžu Leeho a jeho dětství, kdy vyrůstal v komunistické Severní Koreji. Kniha vyšla v roce 2016 a spolupracovala na ní Susan McClelland.
Sungdžuovo vyprávění čtenářům přibližuje život v odlišné kultuře, kde mnoho věcí, které jsou jinde považovány za samozřejmé, vůbec neexistuje. Kniha přináší příběh o odvaze, odhodlání a naději, která mu pomohla přežít v nesnesitelných podmínkách. Cílem memoárů je umožnit čtenářům nahlédnout do kruté reality života v jedné z nejizolovanějších a nejrepresivnějších zemí na světě. Tony Docan-Morgan knihu nazval „unikátním příspěvkem do rostoucího žánru vzpomínek severokorejských uprchlíků“, a to zejména pro její zaměření na dospívající čtenáře.

## Obsah
Lee popisuje tyto události z pohledu svého dětství, a tak si teprve postupně uvědomuje, že se přestěhoval do hladové oblasti. Tato drastická změna poměrů znamená, že navzdory vroucí touze studovat musí Lee opustit školu a pomáhat rodičům při každodenním shánění jídla. Jak se situace stává stále zoufalejší, zmizí nejprve Leeův otec a poté i jeho matka. Než Lee dosáhne dospělosti, je odkázán sám na sebe.
Aby se vyhnul hladovění, spojí se Lee s několika bývalými spolužáky a rychle začne členy gangu považovat za své bratry. Chlapci se pohybují po venkově, kradou, perou se a unikají policii. Jedna z nejznepokojivějších částí Leeho příběhu zahrnuje pobyt gangu v místním guhosu, vězení pro mladé bezdomovce, kde je přežití těžší než na ulici. (O jednom dozorci Lee říká jednoduše: „Neviděl jsem v něm nic lidského.“
Čtenář sleduje, jak Lee přichází o svou nevinnost; každý z okamžiků jeho „dospívání“ je stále brutálnější – od opuštění milovaného psa v Pchjongjangu přes sledování popravy na třídním výletě až po prožití smrti jednoho z bratrů, Lee čelí ztrátě a smrtelnosti ve věku, kdy většina kanadských dětí teprve čelí pubertě.
Brzy se ukáže, že jsou to právě děti v Leeově světě, kdo skutečně ví, co se děje: když se dospělí snaží skrýt pravdu nebo jsou nepřítomni, je na mladých, aby přišli na to, jak přežít. Netrvá také dlouho a Lee si uvědomí, že jeho názory na to, co dělá člověka „dobrým, přestanou platit, jakmile opustí Pchjongjang. Slovy jednoho z jeho bratrů: „Morálka je skvělá píseň, kterou si člověk zpívá, když nikdy neměl hlad.“

## Kulturní a historický kontext
Pro vyznění knihy je klíčová skutečnost, že se odehrává ve specifických podmínkách  izolovaného totalitního státu. Severní Korea je ovládána totalitním režimem vedeným dynastií Kimů. Ideologie čučche, kterou propaguje, klade důraz na absolutní oddanost vůči vůdci a státu. Ve školách je výuka založena na glorifikaci vůdců a režimu, a žáci jsou učeni absolutní loajalitě. Důležitým prvkem je také chudoba a nedostatek základních potřeb, kterými trpí obyvatelé Severní Koreje. Hladomory a nedostatek potravin jsou běžné, což vede k obtížím přežití pro mnoho lidí, zejména během období jako byl Namáhavý pochod v polovině 90. let.
Historicky lze knihu umístit do kontextu ekonomické krize, která postihla Severní Koreu po rozpadu Sovětského svazu, což vedlo k rozsáhlým potížím a nedostatku potravin. V té době bylo mnoho dětí nuceno opustit své domovy a přežívat na ulici, což je fenomén známý jako děti ulice (kodžebi). Tento kulturní a historický kontext je klíčový pro pochopení životního prostředí, ve kterém Sungdžu Lee vypráví svůj příběh. Pomáhá čtenáři lépe porozumět složité situaci v Severní Koreji a hlouběji se vcítit do zážitků a prožitků hlavní postavy knihy – to si uvědomuje také autor knihy, neboť na úvod knihy vložil krátký přehled severokorejských dějin ve 20. století.

## Hodnocení knihy
Recenze na knihu S každou padající hvězdou jsou obecně pozitivní a kniha obdržela uznání za svou autentičnost, silný příběh a důležitý pohled na život v Severní Koreji. Někteří recenzenti chválí Sungju Lee za jeho odvahu sdílet svůj příběh a za to, že přináší hlubší porozumění složité situaci v této uzavřené zemi. Kritici také oceňují poutavý styl vyprávění a schopnost autora přiblížit čtenářům jeho osobní zážitky a emoce.
Celkově je kniha S každou padající hvězdou hodnocena jako silný a dojemný příběh, který osvětluje těžkosti a utrpení lidí žijících v Severní Koreji a zároveň inspiruje k naději a odvaze. Deník The Guardian uvedl, že pro mladé čtenáře je tento náhled do „skutečné dystopie“ vítaným zdrojem informací zejména pro dospívající čtenáře na západě, pro které je Severní Korea těžko uvěřitelnou zemí, špatný vtipem či internetovým memem – představy mladé generace o Severní Koreji byly totiž formovány především akční komedií The Interview.